# Eduard George Wilhelm von Langenau
Eduard George Wilhelm von Langenau (Dresda, 14 ottobre 1787 – Vienna, 26 dicembre 1860) è stato un militare, diplomatico e nobile austriaco.

## Biografia
Fratello del barone Friedrich Karl von Langenau, Eduard Georg Wilhelm nacque a Dresda nel 1787.
Ricevette un'educazione mirata a fare di lui un soldato ed a diciassette anni entrò nell'esercito sassone, nel quale prestò servizio per dieci anni e prese parte alle campagne del 1809 in Germania ed in Russia nel 1812, quando la Sassonia era alleata della Russia. In quest'ultima guerra ottenne la Legion d'Onore e, per parte sassone, l'Ordine Militare di Enrico. Successivamente venne catturato in Russia e trascinato sino ad Astrachan'; la sua salute ne soffrì al punto che dopo i dieci mesi di prigionia venne costretto ad abbandonare la carriera militare.
Appena un anno dopo, però, si riprese completamente e si riunì al fratello nell'esercito imperiale come tenente, venendo subito assegnato al 2º reggimento di fanteria col quale combatté nel 1813 e nel 1815. Promosso capitano, dopo la firma dela pace di Parigi venne trasferito nel 3º battaglione cacciatori. La sua salute si dimostrò ancora troppo debole per scendere in campo e per questo motivo decise di abbandonare definitivamente la vocazione militare, ripiegando nella diplomazia.
Nel 1816 venne quindi nominato ciambellano ed assegnato all'ambasciata imperiale a Kassel come attaché. Mantenne questo incarico per dieci anni e nel frattempo venne promosso segretario di legazione dal 1826, venendo trasferito dal 1829 all'ambasciata imperiale in Danimarca come ambasciatore. In questa nuova posizione, Langenau prestò servizio per 18 anni, servendo sotto Federico VI e sotto Cristiano VIII. Durante la sua permanenza nella capitale danese, nel 1842 istituì la prima chiesa cattolica del paese, motivo che gli valse la lode dell'imperatore. Nell'agosto del 1846 venne richiamato in patria rimanendo a disposizione del ministero degli esteri. Nel frattempo venne promosso maggiore del 42º reggimento di fanteria dal febbraio del 1830, tenente colonnello nel maggio 1833 e colonnello nel maggio del 1840. Le speranze di un suo reimpiego nel mondo diplomatico si fecero sempre più deboli col passare del tempo e dopo la rivoluzione di marzo del 1848 scomparvero del tutto.
Nel novembre di quell'anno, ad ogni modo, venne nominato dalla giunta militare del governo viennese come membro di una commissione incaricata di stanare i rivoluzionari e i loro legami nella società austriaca, ricoprendo tale posizione per due anni. Venne lodato in questo incarico per la propria umanità in grado di mitigare con clemenza spesso gli effetti della giustizia. Nell'ottobre del 1849, data la sua confidenza con la corte reale danese, ricevette l'incarico di consegnare la gran croce dell'Ordine reale di Santo Stefano d'Ungheria all'allora re Federico VII. Quando nel giugno 1851 fu istituito un dipartimento di polizia politica, von Langenau vi venne assegnato come consigliere, rimanendo in carica sino al 1855 quando il governo militare venne sciolto.
Nel 1859 chiese ed ottenne il proprio pensionamento e morì a Vienna nel 1860.